# Pärnu JK
Pärnu JK (est. Pärnu Jalgpalliklubi) – estoński klub piłkarski z siedzibą w Parnawie.

## Historia
Chronologia nazw:
- 1937—19??: SS [Spordiselts] Pärnu Kalev
- 19??—1984: Kalakombinaat Pärnu
- 1985—1991: KK/MEK Pärnu
- 1992: JK Pärnu
- 1993: Pärnu JK/Kalev
- 1994—: Pärnu JK

Klub został założony w 1937 jako SS Pärnu Kalev. W 1939 debiutował w najwyższej lidze Mistrzostw Estonii. W okresie Związku Radzieckiego występował w rozgrywkach lokalnych pod nazwą Kalakombinaat Pärnu i KK/MEK Pärnu. W 1990 startował w Pierwszej dywizji Mistrzostw Estonii, w której występował do 1991. W 1992 jako JK Pärnu debiutował w najwyższej lidze Mistrzostw Estonii zajmując ósme miejsce. W następnym sezonie zagrał w Esiliiga rezygnująć z gry w Meistriliiga. W 1993 zmienił nazwę na Pärnu JK/Kalev, a w 1994 powrócił do nazwy Pärnu JK oraz do Meistriliigi. W sezonie 1995/96 zajął ostatnie 8. miejsce i ponownie spadł do Esiliigi.

## Sukcesy
- Mistrzostwa Estonii:

7. miejsce: 1994/95
- Puchar Estonii:

finalista: 1942